# Paradiso nudo
Paradiso nudo (Naked Paradise, conosciuto in una successiva riedizione con il titolo di Thunder Over Hawaii) è un film statunitense del 1957 diretto da Roger Corman.

## Trama
Tre criminali, Zach Cotton e i suoi due scagnozzi Mitch e Sonny, tentano di fuggire da un'isola tropicale dopo una rapina. Zach noleggia quindi la barca di Duke dichiarando di essere un produttore di giocattoli.

## Produzione
Il film fu prodotto dalla Sunset Productions e girato alle Hawaii con un budget stimato in 90.000 dollari. il soggetto fu ripreso da Corman in altre produzioni tra cui Beast from Haunted Cave (del 1959, per il quale Corman fu solo produttore esecutivo) e La creatura del mare fantasma (1961).

## Distribuzione
Alcune delle uscite internazionali sono state:
- gennaio 1957 negli Stati Uniti (Naked Paradise)
- 1º luglio 1957 in Danimarca (Flugten fra Hawaii)
- in Italia (Paradiso nudo)

## Promozione
La tagline è: "Temptation and terror... in a savage land of wild desire!" ("Tentazione e terrore ... in una terra incontaminata del desiderio selvaggio!").